# Lista gal pay-per-view federacji All Elite Wrestling
Jest to lista gal pay-per-view federacji All Elite Wrestling (AEW)
Utworzenie AEW zostało ogłoszone 1 stycznia 2019 roku, a federacja odbyła swoje inauguracyjne wydarzenie, Double or Nothing, które pojawiło się jako inauguracyjna gala PPV, 25 maja. Prezes i Chief Executive Officer AEW Tony Khan odniósł się do Double or Nothing, All Out, Full Gear i Revolution jako „wielka czwórka” gal PPV, ich czterech największych gal tego roku produkowanych kwartalnie. Od marca 2020 roku do lipca 2021 roku większość wydarzeń AEW odbyła się w Daily’s Place w Jacksonville w stanie Floryda z powodu pandemii COVID-19. AEW rozpoczął ponowne przyjmowanie ograniczonej liczby fanów do sierpnia 2020 roku do maja 2021 roku, zanim promocja powróciła do tras koncertowych na żywo w połowie lipca. W czerwcu 2022 roku AEW dodało piąte wydarzenie PPV do swojego rocznego składu z Forbidden Door, wydarzeniem współpromowanym z New Japan Pro-Wrestling (NJPW), a następnie rozszerzyło swój harmonogram wydarzeń PPV w drugiej połowie 2023 roku, dodając All In, WrestleDream i Worlds End odpowiednio w sierpniu, październiku i grudniu. Kolejne PPV, Dynasty, zostało dodane do składu w kwietniu 2024 roku, co daje łącznie dziewięć wydarzeń PPV w roku.
Pay-per-view AEW są dostępne za pośrednictwem Triller TV na innych rynkach międzynarodowych. Są one również dostępne w tradycyjnych punktach sprzedaży PPV w Stanach Zjednoczonych i Kanadzie oraz obsługiwane przez wszystkich głównych dostawców satelitarnych i był wcześniej wyświetlany w wybranych kinach sieci Cineplex Entertainment w Kanadzie. Wcześniej pay-per-view było dostępne w serwisie Bleacher Report Warner Bros. Discovery w Stanach Zjednoczonych i Kanadzie, ale 30 września 2024 roku Bleacher Report ogłosiło, że nie będzie już oferować AEW PPV. 19 lutego 2020 roku AEW zawarło nową umowę dotyczącą praw medialnych z niemiecką firmą medialną Sky Deutschland, której właścicielem jest Comcast (amerykański partner WWE, który wcześniej transmitował programy WWE i Impact Wrestling), aby transmitować swoje PPV w Sky Select Event. 6 sierpnia 2020 roku AEW i Sky Italia (również należące do Comcast) zgodziły się na nadawanie swoich PPV na Sky Primafila. 2 sierpnia 2021 roku AEW podpisało umowę z Eurosportem na transmisję programów telewizyjnych i PPV w Indiach.

## Gale pay-per-view

### 2019
| Nazwa                | Data                  | Miejsce                   | Arena                  | Walka wieczoru                                                                                          | Przypis |
| -------------------- | --------------------- | ------------------------- | ---------------------- | --- | ------- |
| Double or Nothing    | 25 maja 2019(dts)     | Paradise, Nevada          | MGM Grand Garden Arena | Chris Jericho vs. Kenny Omega Singles match o możliwość walki o AEW World Championship                  | [ 3 ]   |
| Fyter Fest           | 29 czerwca 2019(dts)  | Daytona Beach, Floryda    | Ocean Center           | Jon Moxley vs. Joey Janela Unsanctioned match                                                           | [ 10 ]  |
| Fight for the Fallen | 13 lipca 2019(dts)    | Jacksonville, Floryda     | Daily’s Place          | The Young Bucks (Matt Jackson i Nick Jackson) vs. The Brotherhood (Cody i Dustin Rhodes) Tag team match | [ 11 ]  |
| All Out              | 31 sierpnia 2019(dts) | Hoffman Estates, Illinois | Sears Centre Arena     | Chris Jericho vs. Adam Page Singles match o AEW World Championship                                      | [ 12 ]  |
| Full Gear            | 9 listopada 2019(dts) | Baltimore, Maryland       | Royal Farms Arena      | Kenny Omega vs. Jon Moxley Unsanctioned Lights Out match                                                | [ 13 ]  |

### 2020
| Nazwa             | Data                  | Miejsce               | Arena                         | Walka wieczoru | Przypis |
| ----------------- | --------------------- | --------------------- | ----------------------------- | --- | ------- |
| Revolution        | 29 lutego 2020(dts)   | Chicago, Illinois     | Wintrust Arena                | Chris Jericho (c) vs. Jon Moxley Singles match o AEW World Championship | [ 14 ]  |
| Double or Nothing | 23 maja 2020(dts)     | Jacksonville, Floryda | Daily’s Place TIAA Bank Field | The Elite ("Hangman" Adam Page, Kenny Omega, Matt Jackson i Nick Jackson) i Matt Hardy vs. The Inner Circle (Chris Jericho, Jake Hager, Sammy Guevara, Santana i Ortiz) Stadium Stampede match | [ 15 ]  |
| All Out           | 5 września 2020(dts)  | Jacksonville, Floryda | Daily’s Place                 | Jon Moxley (c) vs. MJF Singles match o AEW World Championship | [ 16 ]  |
| Full Gear         | 7 listopada 2020(dts) | Jacksonville, Floryda | Daily’s Place                 | Jon Moxley (c) vs. Eddie Kingston „I Quit” match o AEW World Championship | [ 17 ]  |

### 2021
| Nazwa             | Data                   | Miejsce                   | Arena                         | Walka wieczoru | Przypis |
| ----------------- | ---------------------- | ------------------------- | ----------------------------- | --- | ------- |
| Revolution        | 7 marca 2021(dts)      | Jacksonville, Floryda     | Daily’s Place                 | Kenny Omega (c) vs. Jon Moxley Exploding Barbed Wire Deathmatch o AEW World Championship                                                                                      | [ 18 ]  |
| Double or Nothing | 30 maja 2021(dts)      | Jacksonville, Floryda     | Daily’s Place TIAA Bank Field | The Inner Circle (Chris Jericho, Jake Hager, Sammy Guevara, Santana i Ortiz) vs. The Pinnacle (MJF, Shawn Spears, Wardlow, Cash Wheeler i Dax Harwood) Stadium Stampede match | [ 19 ]  |
| All Out           | 5 września 2021(dts)   | Hoffman Estates, Illinois | Now Arena                     | Kenny Omega (c) vs. Christian Cage Singles match o AEW World Championship | [ 20 ]  |
| Full Gear         | 13 listopada 2021(dts) | Minneapolis, Minnesota    | Target Center                 | Kenny Omega (c) vs. "Hangman" Adam Page Singles match o AEW World Championship                                                                                                | [ 21 ]  |

### 2022
| Nazwa                      | Data                   | Miejsce                   | Arena                    | Walka wieczoru                                                                     | Przypis |
| -------------------------- | ---------------------- | ------------------------- | ------------------------ | ---------------------------------------------------------------------------------- | ------- |
| Revolution                 | 6 marca 2022(dts)      | Orlando, Floryda          | Addition Financial Arena | "Hangman" Adam Page (c) vs. Adam Cole Singles match o AEW World Championship       | [ 22 ]  |
| Double or Nothing          | 29 maja 2022(dts)      | Paradise, Nevada          | T-Mobile Arena           | "Hangman" Adam Page (c) vs. CM Punk Singles match o AEW World Championship         | [ 23 ]  |
| AEW x NJPW: Forbidden Door | 26 czerwca 2022(dts)   | Chicago, Illinois         | United Center            | Jon Moxley vs. Hiroshi Tanahashi Singles match o tymczasowy AEW World Championship | [ 24 ]  |
| All Out                    | 4 września 2022(dts)   | Hoffman Estates, Illinois | Now Arena                | Jon Moxley (c) vs. CM Punk Singles match o AEW World Championship                  | [ 25 ]  |
| Full Gear                  | 19 listopada 2022(dts) | Newark, New Jersey        | Prudential Center        | Jon Moxley (c) vs. MJF Singles match o AEW World Championship                      | [ 26 ]  |

### 2023
| Nazwa                      | Data                  | Miejsce                   | Arena                             | Walka wieczoru | Przypis |
| -------------------------- | --------------------- | ------------------------- | --------------------------------- | --- | ------- |
| Revolution                 | 5 marca 2023(dts)     | San Francisco, Kalifornia | Chase Center                      | MJF (c) vs. Bryan Danielson 60-minutowy Iron Man match o AEW World Championship | [ 27 ]  |
| Double or Nothing          | 28 maja 2023(dts)     | Paradise, Nevada          | T-Mobile Arena                    | Blackpool Combat Club (Bryan Danielson, Jon Moxley, Claudio Castagnoli i Wheeler Yuta) vs. The Elite (Kenny Omega, Matt Jackson, Nick Jackson i "Hangman" Adam Page) Anarchy in the Arena match | [ 28 ]  |
| AEW x NJPW: Forbidden Door | 25 czerwca 2023(dts)  | Toronto, Kanada           | Scotiabank Arena                  | Bryan Danielson vs. Kazuchika Okada Singles match | [ 29 ]  |
| All In                     | 27 sierpnia 2023(dts) | Londyn, Anglia            | Stadion Wembley                   | MJF (c) vs. Adam Cole Singles match o AEW World Championship | [ 30 ]  |
| All Out                    | 3 września 2023(dts)  | Chicago, Illinois         | United Center                     | Orange Cassidy (c) vs. Jon Moxley Singles match o AEW International Championship | [ 31 ]  |
| WrestleDream               | 1 października 2023   | Seattle, Waszyngton       | Climate Pledge Arena              | Christian Cage (c) vs. Darby Allin Two out of three falls match o AEW TNT Championship | [ 32 ]  |
| Full Gear                  | 18 listopada 2023     | Inglewood, Kalifornia     | Kia Forum                         | MJF (c) vs. Jay White Singles match o AEW World Championship | [ 33 ]  |
| Worlds End                 | 30 grudnia 2023       | Uniondale, Nowy Jork      | Nassau Veterans Memorial Coliseum | MJF (c) vs. Samoa Joe Singles match o AEW World Championship | [ 34 ]  |

### 2024
| Nazwa                      | Data                      | Miejsce                       | Arena                    | Walka wieczoru | Przypis |
| -------------------------- | ------------------------- | ----------------------------- | ------------------------ | --- | ------- |
| Revolution                 | 3 marca 2024(dts)         | Greensboro, Karolina Północna | Greensboro Coliseum      | Sting i Darby Allin (c) vs. The Young Bucks (Matthew Jackson i Nicholas Jackson) Tornado tag team match o AEW World Tag Team Championship                                      | [ 35 ]  |
| Dynasty                    | 21 kwietnia 2024(dts)     | Saint Louis, Missouri         | Chaifetz Arena           | Samoa Joe (c) vs. Swerve Strickland Singles match o AEW World Championship | [ 36 ]  |
| Double or Nothing          | 26 maja 2024(dts)         | Paradise, Nevada              | MGM Grand Garden Arena   | The Elite (Kazuchika Okada, Jack Perry, Matthew Jackson i Nicholas Jackson) vs. Team AEW (Bryan Danielson, Cash Wheeler, Dax Harwood i Darby Allin) Anarchy in the Arena match | [ 37 ]  |
| AEW x NJPW: Forbidden Door | 30 czerwca 2024(dts)      | Elmont, Nowy Jork             | UBS Arena                | Swerve Strickland (c) vs. Will Ospreay Singles match o AEW World Championship                                                                                                  | [ 38 ]  |
| All In                     | 25 sierpnia 2024(dts)     | Londyn, Anglia                | Stadion Wembley          | Swerve Strickland (c) vs. Bryan Danielson Title vs. Career match o AEW World Championship                                                                                      | [ 39 ]  |
| All Out                    | 7 września 2024(dts)      | Hoffman Estates, Illinois     | Now Arena                | Swerve Strickland vs. "Hangman" Adam Page Lights Out Steel Cage match | [ 40 ]  |
| WrestleDream               | 12 października 2024(dts) | Tacoma, Waszyngton            | Tacoma Dome              | Bryan Danielson (c) vs. Jon Moxley Singles match o AEW World Championship | [ 41 ]  |
| Full Gear                  | 23 listopada 2024(dts)    | Newark, New Jersey            | Prudential Center        | Jon Moxley (c) vs. Orange Cassidy Singles match o AEW World Championship | [ 42 ]  |
| Worlds End                 | 28 grudnia 2024(dts)      | Orlando, Floryda              | Addition Financial Arena | Jon Moxley (c) vs. Orange Cassidy vs. "Hangman" Adam Page vs. Jay White Four-way match o AEW World Championship                                                                | [ 43 ]  |

### 2025
| Nazwa             | Data                 | Miejsce                 | Arena                | Walka wieczoru                                                                      | Przypis |
| ----------------- | -------------------- | ----------------------- | -------------------- | ----------------------------------------------------------------------------------- | ------- |
| Wrestle Dynasty   | 5 stycznia 2025(dts) | Tokio, Japonia          | Tokyo Dome           | Zack Sabre Jr. (c) vs. Ricochet Singles match o IWGP World Heavyweight Championship | [ 44 ]  |
| Revolution        | 9 marca 2025(dts)    | Los Angeles, Kalifornia | Crypto.com Arena     | Jon Moxley (c) vs. Cope vs. Christian Cage Three-way match o AEW World Championship | [ 45 ]  |
| Dynasty           | 6 kwietnia 2025(dts) | Filadelfia, Pensylwania | Liacouras Center     | Jon Moxley (c) vs. Swerve Strickland Singles match o AEW World Championship         | [ 46 ]  |
| Double or Nothing | 25 maja 2025(dts)    | Glendale, Arizona       | Desert Diamond Arena | "Hangman" Adam Page vs. Will Ospreay Finał turnieju Men’s Owen Hart Cup             | [ 47 ]  |
| All In            | 12 lipca 2025(dts)   | Arlington, Teksas       | Globe Life Field     | Jon Moxley (c) vs. "Hangman" Adam Page Texas Deathmatch o AEW World Championship    | [ 48 ]  |

## Nadchodzące gale

### 2025
| Nazwa                      | Data                  | Miejsce                  | Arena            | Walka wieczoru |
| -------------------------- | --------------------- | ------------------------ | ---------------- | -------------- |
| AEW x NJPW: Forbidden Door | 24 sierpnia 2025(dts) | Londyn, Anglia           | The O2 Arena     | TBA            |
| All Out                    | 20 września 2025(dts) | Toronto, Ontario, Kanada | Scotiabank Arena | TBA            |

### 2026
| Nazwa  | Data | Miejsce        | Arena           | Walka wieczoru |
| ------ | ---- | -------------- | --------------- | -------------- |
| All In | 2026 | Londyn, Anglia | Stadion Wembley | TBA            |

## Ranking liczby występów na pay-per-view
Dziesiątka wrestlerów, która najwięcej razy wzięła udział w gali pay-per-view. Stan na All In 2025.
| Miejsce | Wrestler                                      | Liczba występów | Pierwszy występ        | Ostatni występ                  |
| ------- | --------------------------------------------- | --------------- | ---------------------- | ------------------------------- |
| 1       | Matt/Matthew Jackson                          | 31              | Double or Nothing 2019 | All In 2025                     |
| 1       | Nick/Nicholas Jackson                         | 31              | Double or Nothing 2019 | All In 2025                     |
| 3       | MJF                                           | 30              | Double or Nothing 2019 | All In 2025                     |
| 3       | "Hangman" Adam Page                           | 30              | Double or Nothing 2019 | All In 2025                     |
| 5       | Jon Moxley                                    | 28              | Fyter Fest 2019        | [[[All In (2025)\|All In 2025]] |
| 6       | Chris Jericho                                 | 27              | Double or Nothing 2019 | Dynasty 2025                    |
| 7       | Darby Allin                                   | 25              | Fyter Fest 2019        | WrestleDream 2024               |
| 7       | Orange Cassidy                                | 25              | Double or Nothing 2019 | Worlds End 2024                 |
| 7       | Kenny Omega                                   | 25              | Double or Nothing 2019 | All In 2025                     |
| 10      | Jungle Boy/"Jungle Boy" Jack Perry/Jack Perry | 22              | Double or Nothing 2019 | Full Gear 2024                  |

## Tematyczne gale pay-per-view
Część z gal pay-per-view skupia się na danym typie meczów, a niektóre z nich mają całkowitą wyłączność na posiadanie specjalnych typów walk.
| Pay-per-view      | Opis |
| Obecne            | Obecne |
| ----------------- | --- |
| Double or Nothing | Od 2020 roku w ramach wydarzenia rozgrywany jest specjalny tornado tag team match pomiędzy dwiema wieloosobowymi drużynami, pierwotnie Stadium Stampede match, a od 2022 roku Anarchy in the Arena match. Samo wydarzenie ma również motyw Las Vegas, ponieważ odbywa się w Vegas. |
| Forbidden Door    | Zawiera bezpośrednią rywalizację pomiędzy wrestlerami z AEW i New Japan Pro-Wrestling (NJPW). |
| Worlds End        | Zawiera finały turnieju Continental Classic. |
| WrestleDream      | Wydarzenie to jest pamiątkowy pokaz zorganizowany w hołdzie dla założyciela NJPW Antonio Inokiego. |
| Wrestle Dynasty   | Zawiera bezpośrednią rywalizację pomiędzy wrestlerami z AEW, NJPW, Consejo Mundial de Lucha Libre, Ring of Honor i World Wonder Ring Stardom. |